# Orde van de Drie Sterren

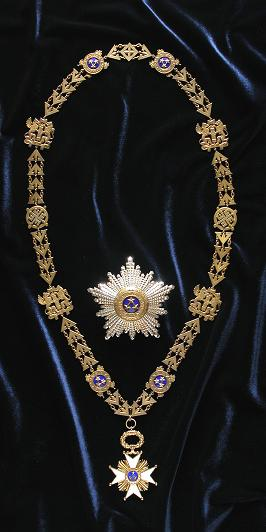
Orde van de Drie Sterren

De Orde van de Drie Sterren (Lets "Triju Zvaigžņu ordenis") is de op een na oudste en de hoogste onderscheiding van de Republiek Letland. De ridderorde werd op 25 maart 1924 ingesteld door het Letse parlement.
Deze voor verdiensten aan Letten en vreemdelingen verleende orde van verdienste heeft een kapittel en vijf graden. De president van Letland zit het kapittel voor.
- Commandeur van het Grootkruis

Deze graad is gereserveerd voor de Letse president en bevriende staatshoofden. De bevriende staatshoofden kunnen daarnaast ook de keten van de orde ontvangen. De president van Letland mag de keten ambtshalve dragen.
- Grootofficier
- Commandeur
- Officier
- Ridder

Er bestonden van 1924 tot 1940 ook drie aan de orde verbonden medailles, de "Triju Zvaigžņu Ordenis, goda zīme".
In 1940 werd het kleine land geannexeerd door de Sovjet-Unie. Na het uitroepen van de onafhankelijkheid in 1990 werden de oude orden weer in ere hersteld. Ook de drie medailles van de Orde van de Drie sterren werden weer ingevoerd.

## Gedecoreerden
De Nederlandse politiek tekenaar Louis Raemaekers ontving in 1929 de oorkonde van Commandeur in de Orde van de Drie Sterren voor zijn werk in de Eerste Wereldoorlog.
De Hongaarse Regent Miklós Horthy werd met Commandeur van het Grootkruis met Keten onderscheiden.
De Letse generaal Rūdolfs Bangerskis was officier in deze orde.
De Marokkaanse vorst Mohammed VI van Marokko is Commandeur van het Grootkruis in deze orde.